# 布考塔尔
布考塔尔（德語：Buckautal）是德国勃兰登堡州的一个市镇，隶属于波茨坦-米特尔马克县，总面积为39.32平方千米，截至2020年总人口为487人。